# Adema
Adema – amerykańska grupa numetalowa pochodząca z Bakersfield. Z tej miejscowości wywodzą się również takie zespoły jak Korn, Orgy czy Videodrone.

## Historia

### 2000 – 2001
Nazwa zespołu jest zaczerpnięta z terminologii medycznej: „Nazwa naszej kapeli to medyczne określenie. Adema oznacza opuchliznę, pęcznienie skóry, my tylko zmieniliśmy pisownię (właściwie Edema, Oedema lub Œthema)” – wyjaśnia Kris Kohls.
Liderem zespołu jest Mark Chavez i to on wpadł na pomysł założenia kapeli. Oprócz niego w skład zespołu wchodzą byli muzycy z Sexart, Juice i Videodrone. Skład zespołu uformował się pod koniec lat 90. XX wieku.
Muzycy Ademy trafili do wytwórni Arista/BMG, gdzie z producentami Billem Apleberrym i Tobiasem Millerem nagrali swój debiutancki album, zatytułowany nazwą zespołu; „Adema”. Debiutancką płytę kupiło ponad 661 tysięcy fanów formacji. Krytycy również dobrze wypowiadali się o płycie. Zespół został nawet okrzyknięty „największym objawieniem hard-rocka w 2001 r.”

### 2001 – 2003
Obecnie zespół nagrał dużo nowych utworów m.in. z Kornem, Linkin Park, Disturbed, Puddle of Mudd, a nawet przed mało znanymi u nas kapelami hip-hopowymi. W czasie, gdy muzycy Ademy stawiali pierwsze kroki jako nowy zespół, otrzymali duże wsparcie ze strony Jonathana Davisa, który jest bratem przyrodnim Chaveza, i muzyków z Korna – nie bez powodu Adema jest nazywana „rodziną Korna”.

W 2001 i 2002 byli jedną z gwiazd Ozzfestu.
Pod koniec grudnia 2003 z zespołu odszedł gitarzysta Mike Ransom. Potem odszedł wokalista Mark Chavez. W 2004 kontrakt z zespołem zerwała wytwórnia Arista Records. Jej szefowie byli rozczarowani kiepską sprzedażą albumu „Unstable”, po który w Stanach Zjednoczonych sięgnęło na razie tylko nieco ponad 100 tysięcy osób.

### Po 2004
Grupa związała się z przedsiębiorstwem Earache Records, dla którego nagrywają choćby takie death metalowe formacje, jak Morbid Angel, Deicide czy Mortiis. W 2005 roku wydali album Planets; w tym samym roku, w grudniu z zespołu odszedł wokalista Luke Caraciolli, po Luke’u przyszedł czas na wokalistę zespołu „Level” Bobby’ego Reevesa, który dołączył do zespołu wraz z gitarzystą zespołu Level Edem Farisem. Bobby i Ed grają w zespole od końca 2005 roku. 13 sierpnia 2009 roku do zespołu powrócili wokalista Mark Chavez oraz Mike Ransom.

## Dyskografia
Albumy studyjne
| Adema                       | - Data: 21 sierpnia 2001 - Wydawca: Arista Records  | 27  | 168 | –  | - USA: złota płyta |
| Unstable                    | - Data: 19 sierpnia 2003 - Wydawca: Arista Records  | 43  | 120 | –  |                    |
| Planets                     | - Data: 5 kwietnia 2005 - Wydawca: Earache Records  | 152 | –   | 38 |                    |
| Kill the Headlights         | - Data: 26 czerwca 2007 - Wydawca: Immortal Records | –   | –   | –  |                    |
| „–” album nie był notowany. |                                                     |     |     |    |                    |

Minialbumy
| Tytuł             | Dane dot. albumu                                    |
| ----------------- | --------------------------------------------------- |
| Insomniac’s Dream | - Data: 5 listopada 2002 - Wydawca: Arista Records  |
| Tornado           | - Data: 21 marca 2005 - Wydawca: Earache Records    |
| Topple the Giants | - Data: 2 kwietnia 2013 - Wydawca: Pavement Records |